# Liste der Baudenkmäler in Ottobeuren

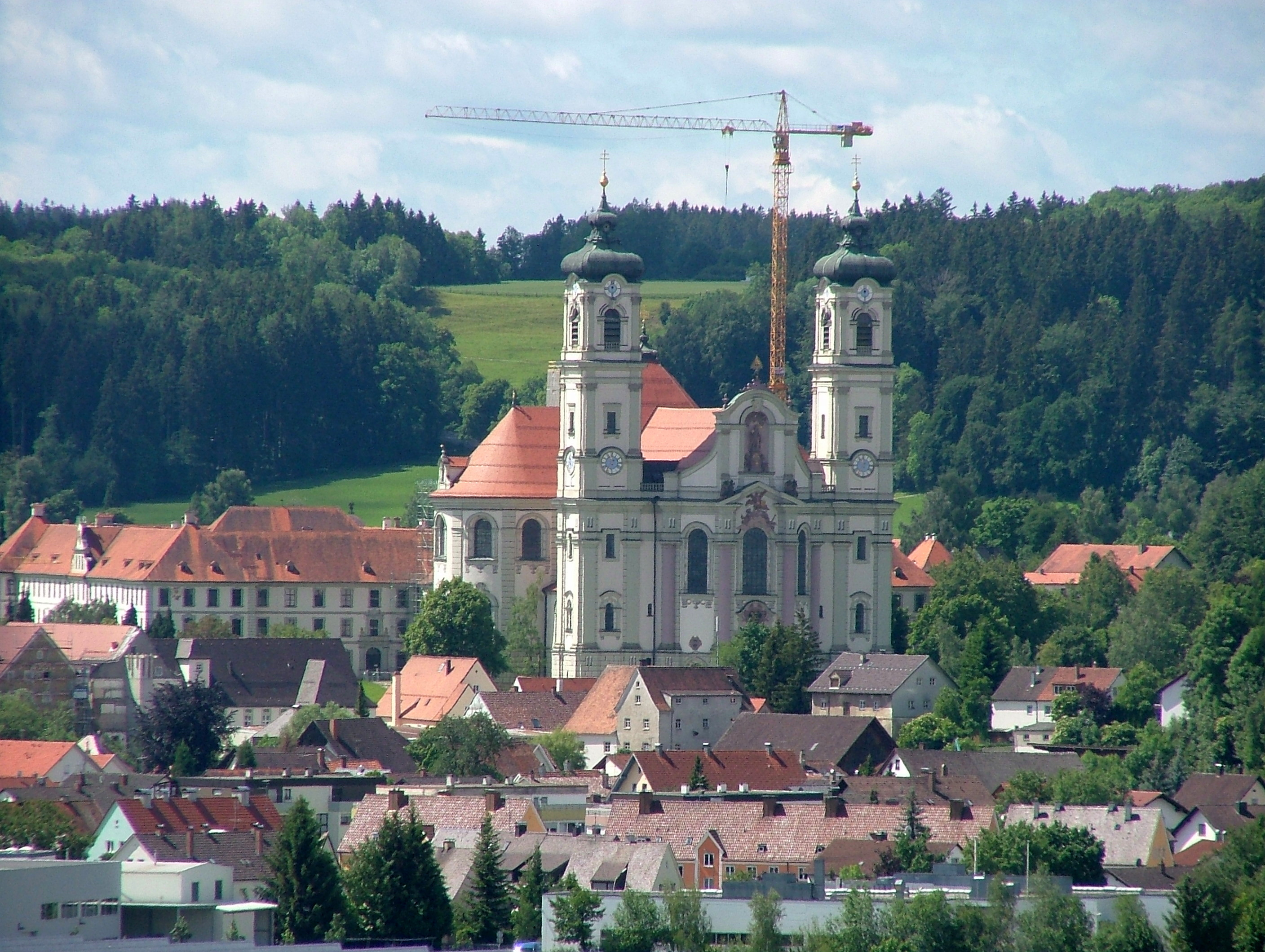
Ort und Basilika Ottobeuren

Auf dieser Seite sind die Baudenkmäler in dem schwäbischen Markt Ottobeuren zusammengestellt. Diese Tabelle ist eine Teilliste der Liste der Baudenkmäler in Bayern. Grundlage ist die Bayerische Denkmalliste, die auf Basis des Bayerischen Denkmalschutzgesetzes vom 1. Oktober 1973 erstmals erstellt wurde und seither durch das Bayerische Landesamt für Denkmalpflege geführt wird. Die folgenden Angaben ersetzen nicht die rechtsverbindliche Auskunft der Denkmalschutzbehörde.

## Ensembles

### Ensemble Benediktinerabtei und Klostermarkt Ottobeuren
Das Ensemble umfasst den gesamten Baukomplex der Benediktinerabtei St. Theodor und Alexander; Kirche und Kloster mit allen auch ehemaligen – Amts- und Wirtschaftsgebäuden sowie den zugehörigen Gartenanlagen innerhalb des umschließenden Straßenrings; ferner den Hauptplatz des Klostermarktes mit jenen Gebäuden an der Luitpoldstraße, die ihn jenseits der Günz nach Osten begrenzen.
Das Kloster, das nach der Überlieferung 764 gegründet wurde, erhielt 972 unter Kaiser Otto I. die Reichsunmittelbarkeit und war bis 1802 Zentrum eines ausgedehnten Herrschaftsgebietes im südlichen Schwaben. Die weitläufige Klosteranlage mit ihrer machtvollen Kirche sind in Architektur und Ausstattung ein Zeugnis der Barockkunst von europäischem Rang. Der Baukomplex als Ganzes liegt auf einer Anhöhe, parallel zum Lauf der westlichen Günz und beherrscht über den Marktflecken hinaus weite Bereiche des Tales.
Nach Osten, zu Füßen der Klosterkirche erstreckt sich der längsrechteckige, an der Südfront wohl planmäßig angelegte Klostermarkt. Funktion, Charakter und Geschichte der Bebauung dokumentieren die ehemals enge politische und wirtschaftliche Verbundenheit des Marktes mit der Abtei sowie seine langsame Entwicklung zur Selbständigkeit. Der Ort, der wohl schon im Mittelalter das Marktrecht innehatte, besaß eine eigene Pfarrkirche (St. Peter, profaniert) und ein Kornhaus, das im 16. Jahrhundert zum Rathaus umgebaut wurde. Die Nähe des Kornhauses erklärt die Anwesenheit mehrerer Gasthöfe – früher wohl mit Brauereien. Der Markt besaß zahlreiche Eigengüter; Handwerksbetriebe und landwirtschaftliche Anwesen haben den baulichen Charakter des Ortes geprägt. Der Marktplatz bietet im Wesentlichen das Erscheinungsbild einer kleinstädtischen Platzanlage mit stattlichen, meist zweigeschossigen Giebelhäusern des 17./18. Jahrhunderts in offener Bebauung. Proportion und Fassadengestaltung – z. B. profilierte Giebelgesimse – geben ihm ein barockes Gepräge. Das Rathaus verengt den Platz im Osten und beherrscht den Übergang über die Günz.
Aktennummer: E-7-78-186-1

## Baudenkmäler nach Ortsteilen

### Ottobeuren
| Lage | Objekt                                                                | Beschreibung | Akten-Nr.     | Bild                                   |
| --- | --------------------------------------------------------------------- | --- | ------------- | -------------------------------------- |
| Bahnhofsplatz 5 (Standort)                                                                                               | Ehemaliges Postgebäude                                                | zweigeschossiger Massivbau mit hohem Walmdach und Satteldachgauben, über Freitreppe Eingangsportal mit Hausteinrahmung und Oberlicht, errichtet 1927 | D-7-78-186-61 | BW                                     |
| Bahnhofstraße 2 (Standort)                                                                                               | Wohn- und Geschäftshaus                                               | zweigeschossiges Eckhaus mit Erker, Mansarddach mit Schopf und Putzgliederung, um 1900 | D-7-78-186-2  | Wohn- und Geschäftshaus                |
| Bahnhofstraße 8 (Standort)                                                                                               | Geschäftshaus                                                         | zweigeschossiger, giebelständiger Satteldachbau mit geschwungenem Giebel, im Kern zweite Hälfte 18. Jahrhundert, stark verändert | D-7-78-186-3  | Geschäftshaus                          |
| Bahnhofstraße 13 (Standort)                                                                                              | Wohnhaus                                                              | zweigeschossiger Bau mit Mansardwalmdach und geschweiftem Zwerchgiebel mit Voluten an der Südfassade, um 1800, Giebel 1905 | D-7-78-186-4  | Wohnhaus                               |
| Bahnhofstraße 23 (Standort)                                                                                              | Wohnhaus                                                              | zweigeschossiger Satteldachbau in Ecklage mit zweigeschossigem, durch Gesimse getrennten Steilgiebel, 17. Jahrhundert, Südseite verändert | D-7-78-186-1  | Wohnhaus                               |
| Bahnhofstraße 29 (Standort)                                                                                              | Wohnhaus                                                              | zweigeschossiger Walmdachbau mit drei Giebelrisaliten und Klinkerfassade, um 1900 | D-7-78-186-5  | Wohnhaus                               |
| Bergstraße 2 (Standort)                                                                                                  | Ehemaliges Gefängnis, ab 1931 Wohnhaus                                | barocker zweigeschossiger, teilverkleideter Satteldachbau mit Freitreppe und Gaube, im Kern 1693/97, umgebaut 1721 und in den 1930er Jahren; Umfassungsmauer, ehem. Gefängnismauer, im Kern 1693/97, im 19. Jh. im Osten erweitert                                                                                        | D-7-78-186-62 | BW                                     |
| Erlerstraße 11 (Standort)                                                                                                | Wohnteil eines ehemaligen Bauernhauses                                | zweigeschossiger Bau mit flachem Satteldach und verbrettertem Giebel, 17./18. Jahrhundert | D-7-78-186-7  | Wohnteil eines ehemaligen Bauernhauses |
| Erlerstraße 12, 14, 16 (Standort)                                                                                        | Wohnhaus                                                              | zweigeschossiges, traufständiges Doppelhaus mit flachem Satteldach, verschalter Holzbau, 17./18. Jahrhundert | D-7-78-186-8  | Wohnhaus                               |
| Faichtmayrstraße 4 (Standort)                                                                                            | Wohnteil eines ehemaligen Bauernhauses                                | zweigeschossiger Bau mit flachem Satteldach und verschaltem Obergeschoss, wohl noch 17. Jahrhundert | D-7-78-186-9  | Wohnteil eines ehemaligen Bauernhauses |
| Friedhofweg 1 (Standort)                                                                                                 | Friedhofskapelle St. Sebastian                                        | Saalbau mit dreiseitigem Schluss, Dachreiter und Vorhalle, 1583, im 18. Jahrhundert erneuert; mit Ausstattung | D-7-78-186-10 | weitere Bilder                         |
| Friedhofweg 3 (Standort)                                                                                                 | Leichenhaus                                                           | Leichenhalle, Satteldachbau mit dreiseitigem Schluss, Arkadenhalle und seitlichen Anbauten mit Walmdach, Anfang 20. Jahrhundert | D-7-78-186-60 | Leichenhaus                            |
| Lindenstraße 3 (Standort)                                                                                                | Wohnhaus                                                              | erdgeschossiges Walmdachhaus, 19. Jahrhundert | D-7-78-186-11 | Wohnhaus                               |
| Lindenstraße 4 (Standort)                                                                                                | Wohnhaus                                                              | erdgeschossiges Satteldachhaus, 18./19. Jahrhundert | D-7-78-186-12 | BW                                     |
| Luitpoldstraße 1 (Standort)                                                                                              | Wohnhaus                                                              | zweigeschossiger, giebelständiger Satteldachbau mit Giebelgesimsen, 17./18. Jahrhundert, erneuert | D-7-78-186-14 | Wohnhaus                               |
| Luitpoldstraße 3 (Standort)                                                                                              | Gasthof                                                               | zweigeschossiger, giebelständiger Satteldachbau mit Giebelgesimsen, 17./18. Jahrhundert | D-7-78-186-15 | Gasthof                                |
| Luitpoldstraße 5 (Standort)                                                                                              | Wohnhaus                                                              | zweigeschossiger, giebelständiger Satteldachbau mit Giebelgesimsen, 17./18. Jahrhundert | D-7-78-186-16 | Wohnhaus                               |
| Luitpoldstraße 9 (Standort)                                                                                              | Wohnhaus                                                              | dreigeschossige Zweiflügelanlage mit Schweifgiebeln und Putzgliederung, Fassade 19. Jahrhundert, im Kern älter | D-7-78-186-17 | Wohnhaus                               |
| Luitpoldstraße 42 (Standort)                                                                                             | Klosterhof                                                            | | D-7-78-186-29 | BW                                     |
| Luitpoldstraße 42, Luitpoldstraße 44, Luitpoldstraße 46 (Standort)                                                       | Benediktinerabtei, ehem, freies Reichsstift St. Theodor und Alexander | Klosteranlage des Barock. Vorangestellt Basilika mit Doppelturmfassade; Bauausführung im Wesentlichen nach Johann Michael Fischer 1748–66; mit Ausstattung | D-7-78-186-29 | weitere Bilder                         |
| Luitpoldstraße 44, Luitpoldstraße 46, Sebastian-Kneipp-Straße 13 (Standort)                                              | Stall                                                                 | | D-7-78-186-29 | Stall                                  |
| Marktplatz 1 (Standort)                                                                                                  | Gasthof                                                               | zweigeschossiger, giebelständiger Satteldachbau mit Giebelgesimsen, 17./18. Jahrhundert | D-7-78-186-20 | Gasthof                                |
| Marktplatz 6 (Standort)                                                                                                  | Rathaus                                                               | zweigeschossiger Satteldachbau mit Erdgeschosslauben an der West- und Südseite und modernem Dachreiter, 1584, 1862 verändert | D-7-78-186-21 | Rathaus                                |
| Marktplatz 13 (Standort)                                                                                                 | Wohnhaus                                                              | zweigeschossiger, giebelständiger Satteldachbau mit geschwungenem Giebel, wohl noch 17. Jahrhundert | D-7-78-186-22 | Wohnhaus                               |
| Marktplatz 14 (Standort)                                                                                                 | Ehemalige Pfarrkirche St. Peter                                       | profaniert, Langhaus erhalten, zweigeschossiger, traufständiger Satteldachbau, im Kern 18. Jahrhundert, 1806 zur Schule umgestaltet | D-7-78-186-23 | Ehemalige Pfarrkirche St. Peter        |
| Marktplatz 16 (Standort)                                                                                                 | Ehemaliger Pfarrhof                                                   | zweigeschossiges Eckhaus mit Satteldach und abgewalmten Eckrisaliten, 17. Jahrhundert | D-7-78-186-24 | Ehemaliger Pfarrhof                    |
| Mühlbachstraße 8 (Standort)                                                                                              | Obere Mühle                                                           | zweigeschossiger Satteldachbau, bezeichnet 1575, erneuert | D-7-78-186-25 | Obere Mühle                            |
| Nähe Bannwaldweg (Standort)                                                                                              | Wegkapelle                                                            | sog. Ulrichsbrunnen, kleiner Nischenbau mit Satteldach und Traufgesims, 17./18. Jahrhundert; südwestlich des Beamtengebäudes | D-7-78-186-33 | Wegkapelle                             |
| Nähe Kloster (Standort)                                                                                                  | Gartentor                                                             | | D-7-78-186-29 | Gartentor                              |
| Nähe Kloster (Standort)                                                                                                  | Klostergarten                                                         | | D-7-78-186-29 | Klostergarten                          |
| Nähe Sebastian-Kneipp-Straße (Standort)                                                                                  | Wasserbecken                                                          | | D-7-78-186-30 | Wasserbecken                           |
| Nähe Sebastian-Kneipp-Straße (Standort)                                                                                  | Ehemaliges Beamtengebäude des Klosters                                | zweigeschossiger Bau zu 27 Achsen, Eckbauten und Mittelrisalit mit Walmdach, von Simpert Kramer, 1731–1742; Garten, wohl 18. Jahrhundert; Gartenmauer, Ziegelstein, wohl 18. Jahrhundert; Gartenhaus, oktogonaler Bau mit Zeltdach, wohl 18. Jahrhundert; Wasserbassins, zwei viertelkreisförmige Becken, vor dem Gebäude | D-7-78-186-30 | Ehemaliges Beamtengebäude des Klosters |
| Nähe Silachweg (Standort)                                                                                                | Brunnen                                                               | | D-7-78-186-29 | Brunnen                                |
| Nähe Silachweg (Standort)                                                                                                | Klostermauer                                                          | | D-7-78-186-29 | Klostermauer                           |
| Ottostraße 2 (Standort)                                                                                                  | Ehemaliger Gutshof                                                    | Zweiflügelanlage, zweigeschossiger Walm- bzw. Satteldachbau, wohl 18. Jahrhundert; Wirtschaftsgebäude, Satteldachbau, wohl 19. Jahrhundert | D-7-78-186-26 | Ehemaliger Gutshof                     |
| Ottostraße 2 (Standort)                                                                                                  | Ökonomiehof                                                           | | D-7-78-186-26 | BW                                     |
| Ottostraße 4 (Standort)                                                                                                  | Wohnhaus                                                              | zweigeschossiger Walmdachbau, im Kern 18. Jahrhundert, Ende des 19. Jahrhunderts verändert | D-7-78-186-52 | Wohnhaus                               |
| Ottostraße 32 (Standort)                                                                                                 | Ehemalige Mühle                                                       | zweigeschossiger Walmdachbau mit Krangaube und Ecklisenen, Fresko mit Muttergottes über dem Eingang, um 1790; Wirtschaftsgebäude, zweigeschossiger Bau, im Süden abgewalmt, im Stil des Hauptbaues errichtet, 1911 | D-7-78-186-27 | Ehemalige Mühle                        |
| Ottostraße 32 (Standort)                                                                                                 | Ökonomiehof                                                           | | D-7-78-186-27 | Ökonomiehof                            |
| Rupertstraße 4 (Standort)                                                                                                | Ehemalige Schule                                                      | jetzt Gasthaus, zweigeschossiger, giebelständiger Satteldachbau mit flachem Risalit, wohl um 1700 | D-7-78-186-28 | Ehemalige Schule                       |
| Sebastian-Kneipp-Straße 1 (Standort)                                                                                     | Klostermauer                                                          | | D-7-78-186-29 | Klostermauer                           |
| Sebastian-Kneipp-Straße 1 (Standort)                                                                                     | Klostergarten                                                         | | D-7-78-186-29 | BW                                     |
| Sebastian-Kneipp-Straße 1 (Standort)                                                                                     | Klostergebäude                                                        | Konventsgebäude, Konventstrakt | D-7-78-186-29 | Klostergebäude                         |
| Sebastian-Kneipp-Straße 1 (Standort)                                                                                     | Gartenhaus                                                            | | D-7-78-186-29 | Gartenhaus                             |
| Sebastian-Kneipp-Straße 1 (Standort)                                                                                     | Torhaus                                                               | | D-7-78-186-29 | Torhaus                                |
| Sebastian-Kneipp-Straße 2, Sebastian-Kneipp-Straße 2a, Sebastian-Kneipp-Straße 2c, Sebastian-Kneipp-Straße 2d (Standort) | Mauer                                                                 | | D-7-78-186-30 | BW                                     |
| Sebastian-Kneipp-Straße 2a, Sebastian-Kneipp-Straße 2b, Sebastian-Kneipp-Straße 2c (Standort)                            | Garten                                                                | | D-7-78-186-30 | BW                                     |
| Sebastian-Kneipp-Straße 2b (Standort)                                                                                    | Gartenhaus                                                            | | D-7-78-186-30 | Gartenhaus                             |
| Sebastian-Kneipp-Straße 3, Sebastian-Kneipp-Straße 5 (Standort)                                                          | Gartenhaus                                                            | | D-7-78-186-29 | Gartenhaus                             |
| Sebastian-Kneipp-Straße 3, Sebastian-Kneipp-Straße 5 (Standort)                                                          | Klostermauer                                                          | | D-7-78-186-29 | BW                                     |
| Silachweg (Standort) | Kruzifix mit Corpus                                                   | gefasste Holzfigur, 18. Jahrhundert; außen an der Gartenmauer des Klosters | D-7-78-186-34 | Kruzifix mit Corpus                    |
| Ulrichstraße 16 (Standort)                                                                                               | Sandsteinplatte                                                       | mit Ottobeurer Abteiwappen, 1568 | D-7-78-186-32 | BW                                     |

### Betzisried
| Lage                     | Objekt           | Beschreibung                                                                                       | Akten-Nr.     | Bild           |
| ------------------------ | ---------------- | -------------------------------------------------------------------------------------------------- | ------------- | -------------- |
| In Betzisried (Standort) | Kapelle St. Anna | Rechteckbau mit dreiseitigem Schluss und nördlichem Zeltdachturm, 19. Jahrhundert; mit Ausstattung | D-7-78-186-35 | weitere Bilder |

### Bibelsberg
| Lage                     | Objekt                | Beschreibung                                                                                     | Akten-Nr.     | Bild                  |
| ------------------------ | --------------------- | ------------------------------------------------------------------------------------------------ | ------------- | --------------------- |
| Bibelsberg 11 (Standort) | Ehemaliges Bauernhaus | zweigeschossiger Mittertennbau mit flachem Satteldach, Wirtschaftsteil erneuert, 18. Jahrhundert | D-7-78-186-36 | Ehemaliges Bauernhaus |

### Dennenberg
| Lage                     | Objekt             | Beschreibung                                                            | Akten-Nr.     | Bild           |
| ------------------------ | ------------------ | ----------------------------------------------------------------------- | ------------- | -------------- |
| In Dennenberg (Standort) | Kapelle St. Joseph | neubarocker Bau mit Schweifgiebel und Dachreiter, 1912; mit Ausstattung | D-7-78-186-37 | weitere Bilder |

### Eggisried
| Lage                    | Objekt               | Beschreibung | Akten-Nr.     | Bild           |
| ----------------------- | -------------------- | --- | ------------- | -------------- |
| In Eggisried (Standort) | Kapelle St. Leonhard | Rechteckbau mit eingezogenem, halbrundem Schluss und Dachreiter mit Zeltdach, 17./18. Jahrhundert; mit Ausstattung | D-7-78-186-38 | weitere Bilder |

### Eheim
| Lage                | Objekt                       | Beschreibung                                                               | Akten-Nr.     | Bild                         |
| ------------------- | ---------------------------- | -------------------------------------------------------------------------- | ------------- | ---------------------------- |
| In Eheim (Standort) | Kapelle St. Maria und Joseph | Saalbau mit leicht eingezogenem, halbrundem Schluss, 1783; mit Ausstattung | D-7-78-186-39 | Kapelle St. Maria und Joseph |

### Eldern
| Lage                | Objekt            | Beschreibung                                                                                      | Akten-Nr.     | Bild           |
| ------------------- | ----------------- | ------------------------------------------------------------------------------------------------- | ------------- | -------------- |
| Eldern 8 (Standort) | Kapelle St. Maria | Rechteckbau mit halbrundem Schluss, Dachreiter mit Zwiebelhaube und Vorbau, 1932; mit Ausstattung | D-7-78-186-40 | weitere Bilder |

### Fröhlins
| Lage                   | Objekt              | Beschreibung | Akten-Nr.     | Bild           |
| ---------------------- | ------------------- | --- | ------------- | -------------- |
| In Fröhlins (Standort) | Kapelle St. Michael | sogenannte Buschelkapelle, oktogonaler, pilastergegliederter Zentralbau mit Vorhalle und kuppelförmigem Dach mit Laterne, nach Plan von Christoph Vogt, 1715; mit Ausstattung | D-7-78-186-41 | weitere Bilder |

### Hofs
| Lage               | Objekt               | Beschreibung | Akten-Nr.     | Bild           |
| ------------------ | -------------------- | --- | ------------- | -------------- |
| In Hofs (Standort) | Kapelle St. Leonhard | Rechteckbau mit leicht eingezogenem, halbrundem Schluss und westlichem Turm, wohl um 1800, Turm neuer; mit Ausstattung | D-7-78-186-43 | weitere Bilder |

### Kloster Wald
| Lage                      | Objekt                                       | Beschreibung | Akten-Nr.     | Bild           |
| ------------------------- | -------------------------------------------- | --- | ------------- | -------------- |
| Klosterwald 34 (Standort) | Ehemaliges Benediktinerinnenkloster St. Anna | nach Plan von Christoph Vogt, 1714–29; Klostergebäude, zwei- bis viergeschossige Vierflügelanlage mit Risalitgliederung an der Westseite; Klosterkirche, Saalbau mit eingezogenem Chor, in der Mitte der Nordfront um drei Achsen vorspringend; mit Ausstattung; Wirtschaftsgebäude, Mittelbau mit Satteldach, Seitenflügel mit Walmdach, dem Kloster axial zugeordnet, im Kern gleichzeitig, hinterer Stallanbau 1921 | D-7-78-186-44 | weitere Bilder |
| Klosterwald 34 (Standort) | Klosterkirche                                | | D-7-78-186-44 | Klosterkirche  |
| Klosterwald 34 (Standort) | Klostergebäude                               | | D-7-78-186-44 | BW             |
| Klosterwald 34 (Standort) | Klosterhof                                   | | D-7-78-186-44 | BW             |

### Oberhaslach
| Lage                  | Objekt  | Beschreibung                                                            | Akten-Nr.     | Bild    |
| --------------------- | ------- | ----------------------------------------------------------------------- | ------------- | ------- |
| Keßlerwald (Standort) | Kapelle | Ziegelbau, spätes 19. Jahrhundert; mit Ausstattung; an der Mariensteige | D-7-78-186-45 | Kapelle |

### Ollarzried
| Lage                  | Objekt                             | Beschreibung                                                                              | Akten-Nr.     | Bild           |
| --------------------- | ---------------------------------- | ----------------------------------------------------------------------------------------- | ------------- | -------------- |
| Kirchweg 2 (Standort) | Katholische Pfarrkirche St. Ulrich | Saalbau mit eingezogenem Chor und nördlichem Turm mit Spitzhelm, um 1800; mit Ausstattung | D-7-78-186-46 | weitere Bilder |

### Stephansried
| Lage                       | Objekt                                 | Beschreibung                                                                                       | Akten-Nr.     | Bild                                   |
| -------------------------- | -------------------------------------- | -------------------------------------------------------------------------------------------------- | ------------- | -------------------------------------- |
| In Stephansried (Standort) | Kneippdenkmal                          | Obelisk mit Bildnis und Inschrift, 1898; am Platz des Geburtshauses von Sebastian Kneipp errichtet | D-7-78-186-49 | Kneippdenkmal                          |
| Stephansried 14 (Standort) | Katholische Filialkirche St. Stephanus | Saalbau mit dreiseitigem Schluss und Satteldachturm über dem Westgiebel, 1687; mit Ausstattung     | D-7-78-186-48 | Katholische Filialkirche St. Stephanus |

### Wetzlins
| Lage                   | Objekt     | Beschreibung                                                                | Akten-Nr.     | Bild       |
| ---------------------- | ---------- | --------------------------------------------------------------------------- | ------------- | ---------- |
| Wetzlins 10 (Standort) | Bauernhaus | stattlicher, zweigeschossiger Mittertennbau mit Satteldach, bezeichnet 1761 | D-7-78-186-50 | Bauernhaus |

## Ehemalige Baudenkmäler
In diesem Abschnitt sind Objekte aufgeführt, die früher einmal in der Denkmalliste eingetragen waren, jetzt aber nicht mehr. Objekte, die in anderem Zusammenhang also z. B. als Teil eines Baudenkmals weiter eingetragen sind, sollen hier nicht aufgeführt werden. Aktennummern in diesem Abschnitt sind ehemalige, jetzt nicht mehr gültige Aktennummern.

| Lage                                  | Objekt                | Beschreibung                                                                                               | Akten-Nr.     | Bild                  |
| ------------------------------------- | --------------------- | --- | ------------- | --------------------- |
| Ottobeuren Bahnhofsplatz 4 (Standort) | Bahnhof               | zweigeschossiger Zeltdachbau mit angeschlossenem niedrigerem Trakt (Schalter und Güterabfertigung), 1900   | D-7-78-186-51 | weitere Bilder        |
| Ottobeuren Erlerstraße 10 (Standort)  | Ehemaliges Bauernhaus | zweigeschossiger Bau mit flachem Satteldach, verbrettertem Giebel und Wirtschaftsteil, 18. Jahrhundert     | D-7-78-186-6  | Ehemaliges Bauernhaus |
| Ottobeuren Lindenstraße 9 (Standort)  | Wohnhaus              | Flachdachhaus, mit verbrettertem Giebel, kerbgeschnitzte Flugpfette und profilierte Rafen, 18. Jahrhundert | D-7-78-186-13 | Wohnhaus              |
| Fröhlins ()                           | Nagelfluhkreuz        | 15./16. Jahrhundert; an der Straße nach Stephansried bei Fröhlins                                          | D-7-78-186-42 |                       |
| Reuthen Reuthen 18 (Standort)         | Bauernhaus            | Mittertennbau mit Flachdach über Kniestock, 18. Jahrhundert                                                | D-7-78-186-47 | BW                    |